# Bestandesbegründung
Unter Bestandesbegründung versteht man die Neuanlage einer Forstkultur durch Naturverjüngung oder Pflanzung. Eine veraltete Bezeichnung für die Verjüngungsform lautet in der forstwirtschaftlichen Fachsprache „Betriebsform“ (nicht zu verwechseln mit „Betriebsart“).
Teil der Bestandesbegründung bzw. des Verjüngungsverfahrens ist auch die Endnutzungsform, bei der bereits die Weichen für die nachfolgende Bestandesgeneration gestellt werden. Bei nachhaltiger Forstwirtschaft wird die Verjüngung bereits zum Zeitpunkt der ersten Endnutzungshiebe geplant. In Abhängigkeit vom waldbaulichen System laufen die Verjüngungsprozesse des Waldes sehr unterschiedlich ab.
Man unterscheidet das Kulturalter vom Bestandsalter: Bei Pflanzungen werden in der Regel zwei- bis fünfzehnjährige Jungbäume gepflanzt. Somit entspricht das Bestandsalter dem Alter der gepflanzten Jungbäume und kann so mit Jungbeständen aus Naturverjüngung verglichen werden. Das Jahr, in dem ein Bestand das rechnerische Alter eins hat, ist das Jahr seiner Begründung.